# TDK
TDK Corporation és una empresa multinacional japonesa d'electrònica fundada per Kenzo Saito l'any 1935. Fabrica components electrònics i suports d'enregistrament i emmagatzematge de dades. El seu lema és "Contribueix a la cultura i la indústria a través de la creativitat".